# IC 2440
IC 2440 — галактика типу * (зірка) у сузір'ї Жираф.
Цей об'єкт міститься в оригінальній редакції індексного каталогу.